# Zona Norte (Circuito de Baloncesto de la Costa del Pacífico)
La Zona Norte fue una de las 2 divisiones de equipos que formaron parte del Circuito de Baloncesto de la Costa del Pacífico. Hasta la temporada 2010 estuvo integrada por 6 equipos, cuyas sedes se encontraban geográficamente más hacia la parte norte del país de entre los 12 equipos que formaban parte de la liga.

## Historia
Fue creada, junto con la Zona Sur, para la temporada de 2007 del CIBACOPA. En cada zona un equipo resultaba campeón de esta y se enfrentaba al campeón de la otra zona en una serie final, de la que salía el campeón absoluto de la liga.

## Equipos Temporada 2010
| Circuito de Baloncesto de la Costa del Pacífico 2010 |                           |                                     |
| Equipo                                               | Localidad                 | Pabellón                            |
| Bomberos de Mexicali                                 | Mexicali, Baja California | Auditorio del Estado                |
| Fuerza Guinda de Nogales                             | Nogales, Sonora           | Gimnasio "Carlos Hernández Carrera" |
| Mineros de Cananea                                   | Cananea, Sonora           | Gimnasio "Luis Encinas Johnson"     |
| Ostioneros de Guaymas                                | Guaymas, Sonora           | Gimnasio Municipal de Guaymas       |
| Rayos de Hermosillo                                  | Hermosillo, Sonora        | Gimnasio del Estado de Sonora       |
| Tijuana Zonkeys                                      | Tijuana, Baja California  | Auditorio Fausto Gutiérrez Moreno   |